# Liste der Abkürzungen antiker Autoren und Werktitel/Q
| Abk. Autor    | Autor                                | Autor                                | Edition                              |
|               | Abk. Werk                            | Werktitel                            | Deutscher Titel                      |
| ------------- | ------------------------------------ | ------------------------------------ | ------------------------------------ |
| Q. Smyrn.     | Quintus Smyrnaeus                    | Quintus Smyrnaeus                    |                                      |
| Q. Cic.       | Quintus Tullius Cicero               | Quintus Tullius Cicero               |                                      |
|               | pet.                                 | commentariolum petitionis            | kleine Denkschrift zur Amtsbewerbung |
| Qid           | Talmudtraktat Qidduschin             | Talmudtraktat Qidduschin             |                                      |
| Qin           | Talmudtraktat Qinnim                 | Talmudtraktat Qinnim                 |                                      |
| QohR          | Qohelet Rabba (Midrasch zu Kohelet)  | Qohelet Rabba (Midrasch zu Kohelet)  | s. Midrasch Rabba                    |
| QohS          | Qohelet Zuta (Midrasch zu Kohelet)   | Qohelet Zuta (Midrasch zu Kohelet)   | s. Midrasch Zuta                     |
| Quadr.        | Quadratus von Athen                  | Quadratus von Athen                  |                                      |
| quaest.       | Quaestio                             | Quaestio                             |                                      |
| QuaestBarthol | Quaestiones Bartholomaei             | Quaestiones Bartholomaei             |                                      |
| Querol.       | Querolus sive Aulularia              | Querolus sive Aulularia              |                                      |
| Quint.        | Quintilian                           | Quintilian                           |                                      |
|               | decl.                                | declamationes minores                |                                      |
|               | inst.                                | institutio oratoria                  |                                      |
| Quint. Smyrn. | Quintus von Smyrna (siehe Q. Smyrn.) | Quintus von Smyrna (siehe Q. Smyrn.) |                                      |

| Legende zu den Farben der Autoreneinträge | Legende zu den Farben der Autoreneinträge | Legende zu den Farben der Autoreneinträge | Legende zu den Farben der Autoreneinträge                                                      |
| ----------------------------------------- | ----------------------------------------- | ----------------------------------------- | ---------------------------------------------------------------------------------------------- |
|                                           | Autor                                     | Autor                                     | Autorenabkürzung                                                                               |
| SW                                        | Sammelwerk                                | Sammelwerk                                | Sammlung oder Sammelwerk (sowohl moderne als auch antike)                                      |
| AN                                        | Anonym                                    | Anonym                                    | Schrift eines einzelnen, unbekannten Autors                                                    |
| BS                                        | Biblische Schrift                         | Biblische Schrift                         | Schrift des AT oder NT (auch Apokryphen)                                                       |
| RS                                        | Rabbinische Schrift                       | Rabbinische Schrift                       | Mischna, Talmud und sonstige hebräische, nichtbiblische Schrift                                |
| X                                         | Sonstiges                                 | Sonstiges                                 | Abkürzung von Lexikon, Referenz- oder Nachschlagewerk, Schriftreihe etc.; allgemeine Abkürzung |